# ところミュージアム大三島
ところミュージアム大三島（ところミュージアムおおみしま）は、愛媛県今治市大三島にある現代彫刻の美術館である。

## 概要
実業家の所敦夫が寄付により2004年に開館した。現代彫刻を中心とした美術館であり、同じく大三島島内にある今治市岩田健母と子のミュージアムと共に今治市大三島美術館の別館となっている。本州四国連絡高速道路株式会社が運営するせとうち美術館ネットワークに参加している。
ジャコモ・マンズーや林範親、深井隆など国内外の彫刻家の作品およそ30点が展示してある。瀬戸内海に面しており、館内のオープンテラスでは瀬戸内海の島々など多島美を望むことも出来る。

## 利用案内
- 開館時間 - 9:00～17:00
- 休館日 - 月曜日（祝日時には翌日振替）･年末
- 駐車場 - 5台（無料）

## アクセス
- 瀬戸内海交通「ところミュージアム」停留所
  - 瀬戸内海交通（肥海～宮浦港～宗方港線）で、宮浦港から約20分。

## 周辺
- 今治市伊東豊雄建築ミュージアム

## 島内の主な美術館
- 今治市大三島美術館
- 今治市伊東豊雄建築ミュージアム
- 今治市岩田健母と子のミュージアム
- 村上三島記念館